# Nie wszystko złoto, co się świeci
Nie wszystko złoto, co się świeci (ang. Fool’s Gold) – amerykańska komedia przygodowa z 2008 roku.

## Obsada
- Matthew McConaughey jako Benjamin Finnegan
- Kate Hudson jako Tess Finnegan
- Donald Sutherland jako Nigel Honeycutt
- Alexis Dziena jako Gemma Honeycutt
- Ewen Bremner jako Alfonz
- Ray Winstone jako Moe Fitch
- Kevin Hart jako Bigg Bunny
- Malcolm-Jamal Warner jako Cordell
- Brian Hooks jako Curtis
- David Roberts jako Cyrus
- Michael Mulheren jako Eddie
- Adam LeFevre jako Gary